# Fernando "El Negro" Chamorro
Fernando José Chamorro Rappaccioli, conocido como El Negro Chamorro por su complexión negra (Nicaragua, 1933 - ibídem, 6 de septiembre de 1994), fue un rebelde nicaragüense que luchó desde su juventud contra el Somocismo. Participó en la invasión de los llanos de Olama y Mollejones en 1959, de la toma de los cuarteles de Diriamba y Jinotepe en 1960 y del Frente Sur Benjamín Zeledón durante la resistencia frente a la dictadura de los Somoza. En este último caso, en coordinación con el Frente Sandinista de Liberación Nacional y otras organizaciones que formaron parte de la lucha contra la dictadura. Posterior a la toma del poder en 1979 por parte del FSLN, El Negro se declara inconforme con el aplazamiento del proceso electoral (acordado de previo a la Revolución Nicaragüense), decidiendo por ello continuar en resistencia contra el nuevo régimen. Durante este periodo estuvo involucrado en el caso Irán-Contra.

## Oposición al somocismo
Chamorro, como descendiente de una familia conservadora adherida a una tradición de oposición al régimen de la familia Somoza, interviene de las acciones insurreccionales desde los años 50. Junto con su hermano Edmundo, participó de acciones tales como la rebelión del 4 de abril de 1954 y la invasión de los llanos de Olama y Mollejones el 31 de mayo de 1959, operación esta última dónde tuvo una notable actuación. Los integrantes del desembarco fueron procesados ante un consejo de guerra por los delitos de rebelión y traición a la patria, aunque luego de ser condenados, la dictadura de Somoza emitió un decreto de amnistía, liberando a noventa y nueve de los combatientes, entre ellos el Negro Chamorro.
También participó de la toma de los cuarteles de Diriamba y Jinotepe el 11 de noviembre de 1960, maniobra donde toman como rehén al Coronel Rodolfo Dorn. Después de un rápido juicio montado por la dictadura, El Negro fue condenado a treinta y dos meses de confinamiento en Chontales, naciendo a partir de ese momento lo que sería conocido como el Movimiento 11 de Noviembre, conformado por jóvenes demócratas.
En 1977, después que su amigo Edén Pastora ingresó al FSLN, Chamorro colaboró con Humberto Ortega en la lucha contra el general Anastasio Somoza Debayle; el 20 de julio de 1978 El Negro Chamorro disparó 2 cohetes contra El Bunker de Somoza (que era la Casa Presidencial desde 1974) desde el vecino Hotel Intercontinental Managua -hoy Hotel Crowne Plaza Managua- aunque Somoza salió ileso. Fue capturado por la Guardia Nacional (GN) y liberado junto con otros 50 presos políticos el 24 de agosto del mismo año tras la toma del Palacio Nacional por Pastora 2 días antes. Chamorro ayudó a Pastora en el Frente Sur durante la insurrección.

## Opuesto al FSLN
Tras la Revolución Sandinista, El Negro trabajó como vendedor de carros y se afilió al Partido Social Demócrata (PSD), antes de exiliarse en julio de 1981. Su hermano Edmundo fue una destacada figura del ala militar de la Unión Democrática Nicaragüense (UDN), las Fuerzas Armadas Revolucionarias Nicaragüenses (FARN). Se opuso a la decisión de la UDN en agosto de 1981 de formar con exmiembros de la GN la Legión 15 de septiembre dentro de la Fuerza Democrática Nicaragüense (FDN, que en 1985 se cambió a Resistencia Nicaragüense, RN), en la larga guerra civil contra el gobierno del FSLN entre 1980 y 1990. 
En febrero de 1982 su apartamento en San José, Costa Rica, fue atacado con explosivos, resultando herido su hijo Fernando Chamorro González y otras 2 personas. El Negro y las FARN formaron con las fuerzas de Edén Pastora la Alianza Revolucionaria Democrática (Arde) para hostigar al Ejército Popular Sandinista (EPS) por el sur mientras la FDN y YATAMA lo hostigaban por el norte desde Honduras.
Durante la Operación Maratón en septiembre de 1983, Chamorro tuvo acción en el puesto fronterizo de El Espino. El fuego cruzado atravesó la frontera por lo que el gobierno hondureño lo expulsó del país. Después de mover sus fuerzas a Costa Rica, con la absorción de la Arde en el Frente sur de la Unidad Nicaragüense de Oposición (UNO); en 1986 hubo una rivalidad entre Pastora y Chamorro y en enero de 1987 Chamorro rompió con la UNO y se retiró de la lucha en marzo. Regresó a Nicaragua el 29 de enero de 1988 bajo una amnistía del gobierno de Daniel Ortega muriendo el 6 de septiembre de 1994, de una embolia que sufrió 2 años antes.